# Артур, Клара
Клара Артур (англ. Clara Arthur, 25 октября 1858, Сент-Джон, Нью-Брансуик — 26 июля 1929) — американская суфражистка. Она была введена в Зал славы женщин Мичигана. После того, как в Мичигане было введено женское избирательное право, она посвятила свои усилия созданию детских игровых площадок в городе Детройт. Артур известна как «Мать детского движения».

## Биография
Клара Артур, урождённая Питерс, родилась в 1858 году в Сент-Джоне, Нью-Брансуик, Британская Северная Америка. В 1885 году она стала соучредителем Мичиганской ассоциации равного избирательного права, президентом которой она будет избрана в 1906 году. На посту президента ей удалось внести поправки в Конституцию Мичигана, позволяющие белым женщинам голосовать по определённым вопросам (например, по налогам и облигациям). Артур также была важной движущей силой деятельности по всему штату по получению избирательного права для женщин, что увенчалось успехом в 1918 году после шести лет кампании.
Артур узнала о движении детских площадок через группы, которые строили их в таких городах, как Бостон и Чикаго. Она начала продвигать строительство игровых площадок; строительство первой детской площадки в Детройте в 1899 году произошло путём преобразования пустого участка в детскую площадку. Она исследовала их преимущества и активно выступала за создание системы игровых площадок. В 1901 году Местный совет женщин Детройта сформировал «комитет детских площадок», во главе которого стояла Артур.
Она разработала план системы детских площадок, который городской совет первоначально отказался учредить. Она отправилась в общественный округ государственных школ Детройта и получила разрешение построить игровую площадку на территории школы. После успеха городской совет согласился профинансировать более широкую программу. Позже она была известна как «Мать детского движения». Кларе Артур приписывают помощь в создании системы игровых площадок в Детройте, в результате чего в 1929 году было построено 138 игровых площадок и 17 бассейнов с бюджетом более 1 миллиона долларов. Она использовала своё богатство для финансирования строительства игровых площадок, бань и борьбы с туберкулёзом.
Как борец против детского труда, Артур работала в Национальном комитете по детскому труду. Она также была активным членом Мичиганской федерации женских клубов, возглавляя комитеты по промышленности и детскому труду. Артур была одной из основателей Детройтского противотуберкулёзного общества и работала над строительством Детройтского противотуберкулёзного санатория.
Артур умерла 26 июля 1929 года. Похоронена в Детройте на кладбище Вудлон.